# Der Unverdächtige
Der Unverdächtige (Originaltitel The Unsuspected) ist ein US-amerikanischer Kriminalfilm aus dem Jahr 1947 von Michael Curtiz mit Joan Caulfield und Claude Rains in den Hauptrollen. Der Film noir wurde von Warner Bros. in den Verleih gebracht und basiert auf dem Roman The Unsuspected von Charlotte Armstrong.

## Handlung
Während einer Ausstrahlung der Sendung des Radiomoderators Victor Grandison über unaufgeklärte Kriminalfälle wird seine Sekretärin Roslyn White erhängt in seinem Büro aufgefunden. Zur gleichen Zeit veranstaltet seine Nichte Althea Keane eine Party zu Ehren seines Geburtstages. Die unerwartete Ankunft von Steven Francis Howard, der behauptet, mit Matilda Frazier, Victors anderer Nichte, verheiratet gewesen zu sein, unterbricht die Party. Matilda, die mit Altheas Ehemann Oliver verlobt war, ging ins Ausland, um über seinen Verlust hinwegzukommen. Sie soll nach einem Schiffbruch ertrunken sein. Als Victor mit Jane Moynihan, seiner Direktorin, ankommt, ist er fassungslos, als er von Matildas Heirat erfährt, insbesondere weil ihr Nachlass bald geklärt werden soll. Steven informiert Victor, dass er nichts über Matildas Geld wisse, aber selber ein reicher Mann sei. Victor lädt Steven ein, in seinem Haus zu bleiben, während der Polizist Richard Donovan heimlich Stvens Geschichte recherchiert.
Victor erhält ein Telegramm von Matilda, die in Brasilien gerettet und ins Krankenhaus eingeliefert wurde. Steven holt Matilda vom Flughafen ab, doch sie erinnert sich weder an ihn noch an die Ehe. Zu ihrer Überraschung weiß er jedoch alles über sie und die anderen Familienmitglieder. Um seine Behauptungen zu untermauern, bringt er sie vor den Friedensrichter, der sie geheiratet hat. Obwohl der Mann Matilda erkennt, kommt er ihr nicht bekannt vor. Später streiten sich Matilda und Althea um Oliver, der mittlerweile viel trinkt. Victor ist Steven gegenüber immer noch misstrauisch, durchsucht seine Kleidung und findet einen Schnappschuss von Roslyn. Steven trifft sich heimlich mit Jane, die überzeugt ist, dass Roslyn keinen Selbstmord begangen hat, und ihm einen Brief zeigt, der Victor in ihren Tod verwickelt. Steven zeigt den Brief dem skeptischen Donovan, der erklärt, dass Victor zum Zeitpunkt von Roslyns Tod auf Sendung war. Victor hört, wie Althea Steven erzählt, dass sie Roslyn in der Nacht ihres Todes angerufen und sie schreien gehört hat. Victor zeichnet dann einen Streit zwischen Oliver und Althea auf, bei dem Oliver droht, sie zu töten, und befiehlt Oliver anschließend, das Haus zu verlassen.
Althea erzählt Victor, dass sie glaubt, dass er Roslyn getötet hat. Victor gibt zu, dass er Roslyn getötet hat, als sie herausfand, dass er Matildas Vermögen veruntreut hatte, und tötet dann Althea, was den Anschein erweckt, als wäre der Mörder Oliver gewesen. Später durchtrennt Victor die Bremsleitung von Olivers Auto, der bei dem darauffolgenden Unfall ums Leben kommt. Steven erzählt Matilda, dass er sie bezüglich ihrer Ehe getäuscht hat. Steven erklärt, dass er mit Roslyn verlobt sei, die seiner Meinung nach keinen Selbstmord begangen habe, und warnt Matilda, dass sie ebenfalls in Gefahr sei. Matilda weigert sich jedoch zu glauben, dass Victor hinter den Todesfällen steckt. Als er erfährt, dass Matilda in Steven verliebt ist, bringt Victor sie dazu, einen Abschiedsbrief zu schreiben, mit dem er ihren Mord vertuschen will. Als Victor Steven mit der Aufnahme entdeckt, die er von Oliver und Althea gemacht hat, erpresst er den Killer Press, Steve zu entführen. Er gibt Matilda daraufhin einen vergifteten Drink. Sie bricht zwar bewusstlos zusammen, stirbt aber nicht. Als sie wieder zu Bewusstsein kommt, erkennt sie, dass Steven die Wahrheit gesagt hat und ruft die Polizei. Mit ihrer Hilfe finden sie den bewusstlosen Steven auf einer Müllkippe, wo Press ihn zurückgelassen hat, damit er von den Müllbergen zerquetscht wird. Als Victor erkennt, dass er nicht mehr entkommen kann, gesteht er in seiner letzten Sendung seine Verbrechen.

## Entstehung und Veröffentlichung
| Figur                      | Darsteller         | Deutscher Sprecher    |
| -------------------------- | ------------------ | --------------------- |
| Matilda Frazier            | Joan Caulfield     | Viktoria Brams        |
| Victor Grandison           | Claude Rains       | Claus Biederstaedt    |
| Althea Keane               | Audrey Totter      | Margot Leonard        |
| Jane Moynihan              | Constance Bennett  | Eva Pflug             |
| Oliver Keane               | Hurd Hatfield      | Klaus Kindler         |
| Steven Francis Howard      | Ted North          | Christian Rode        |
| Richard Donovan            | Fred Clark         | Gert Günther Hoffmann |
| Mr. Press                  | Jack Lambert       | Kurt E. Ludwig        |
| Friedensrichter            | Walter Baldwin     | Leo Bardischewski     |
| Butler*                    | Kenneth Britton    | Christian Marschall   |
| Butler*                    | William H. O’Brien | Wolf Ackva            |
| * Nicht im Abspann genannt |                    |                       |

Der Film war die erste Produktion vom Regisseur Curtiz eigener Produktionsgesellschaft. Gedreht wurde der Film von Mitte Januar bis Mitte März 1947 in New York (LaGuardia Airport, Queensboro Bridge, Grand Central Starion) sowie in den Warner-Studios in Burbank.
Anton Grot oblag die künstlerische Leitung. Milo Anderson war für das Kostümbild zuständig. Robert Burks schuf die visuellen Effekte. George Amy arbeitete als Regisseur der Second Unit, John Meredyth Lucas als Dialogregisseur. Musikalischer Direktor war Leo F. Forbstein. Fred Clark gab hier sein Filmdebüt.
Die Premiere des Films fand am 2. Oktober 1947 in New York statt. Die deutsche Synchronfassung entstand 1977 für seine Erstausstrahlung am 7. Dezember 1977 im deutschen Fernsehen.

## Kritiken
„Spannender, effektvoller Krimi aus der ‚Schwarzen Serie‘.“

„Die expressive Kamera und Rains’ sinistres Spiel wirken noch heute. Amüsanter, faszinierender Noir-Klassiker.“

Bosley Crowther von der The New York Times notierte, je weiter der Film voranschreite, desto eher erinnere er an ein zweitklassiges Mystery-Melodram, für das zu viel Geld und eine zu große Besetzung aufgewandt wurde. Claude Rains ist als modischer Moderator faszinierend und Ted North, ein neuer junger Schauspieler, sieht als der Junge, der den Fall „aufklärt“, gut aus. Allerdings sind die übrigen Darsteller ebenso offensichtlich künstlich wie die Handlung.
Die Variety hob hervor, dass Regisseur Michael Curtiz trotz des gesellschaftlichen Umfelds jede Menge Action und Nervenkitzel biete. Zwei Verfolgungsjagden sorgen besonders für Gänsehaut im Publikum.

## Belege
1. ↑  History. In: American Film Institute. Abgerufen am 6. März 2024 (englisch).
2. ↑  Der Unverdächtige. In: Deutsche Synchronkartei. Abgerufen am 6. März 2024.
3. ↑  Der Unverdächtige. In: Lexikon des internationalen Films. Filmdienst, abgerufen am 6. März 2024.
4. ↑  Der Unverdächtige. In: cinema. Abgerufen am 6. März 2024.
5. ↑  Kritik von Bosley Crowther. In: New York Times. 4. Oktober 1947, abgerufen am 6. März 2024 (englisch).
6. ↑  Kritik. In: Variety. Abgerufen am 6. März 2024 (englisch).